# Guerra del Fútbol
La guerra del Fútbol también conocida como la guerra de las Cien Horas fue un conflicto armado ocurrido entre el 14 y el 18 de julio de 1969 entre las repúblicas de El Salvador y Honduras.
Su nombre se tomó de la historiografía anglosajona (en inglés: Football War o Soccer War), debido a la coincidencia con un partido de fútbol que el 26 de junio de 1969 enfrentó a las selecciones nacionales de El Salvador y Honduras con motivo de la clasificación para la Copa Mundial de Fútbol de 1970. Acuñaron dicho nombre el reportero polaco Ryszard Kapuściński y el reportero jamaicano Bob Dickens. También se le denomina la guerra de Legítima Defensa o simplemente el conflicto entre El Salvador y Honduras.
Durante esta guerra se evidenciaron las tensiones políticas que llevaron al conflicto armado. Fue una guerra breve —los combates duraron cuatro días— y ambos bandos utilizaron aviones de combate obsoletos para la época. Fue la última ocasión en la que participaron en acciones bélicas los aparatos estadounidenses Douglas C-47 Skytrain (como bombardero improvisado por ambos bandos), Cavalier P-51D Mustang, T-28A Trojan, F4U-1 Corsair y AT-6C Texan, todos veteranos de la Segunda Guerra Mundial.

## Antecedentes
Un elemento importante en la tensión diplomática entre El Salvador y Honduras fue la situación social en ambos países, donde los respectivos gobernantes militares buscaban una salida conveniente para los grupos en el poder político de cada país. Los dos contendientes se caracterizaban por tener una economía nacional basada en la producción de materia prima de origen agrícola, al ser muy escaso el poderío de la industria y el sector servicios de ambas economías. Una gran parte de la población de ambos países estaba formada por campesinos sin tierra que trabajaban como jornaleros en fincas de grandes terratenientes.

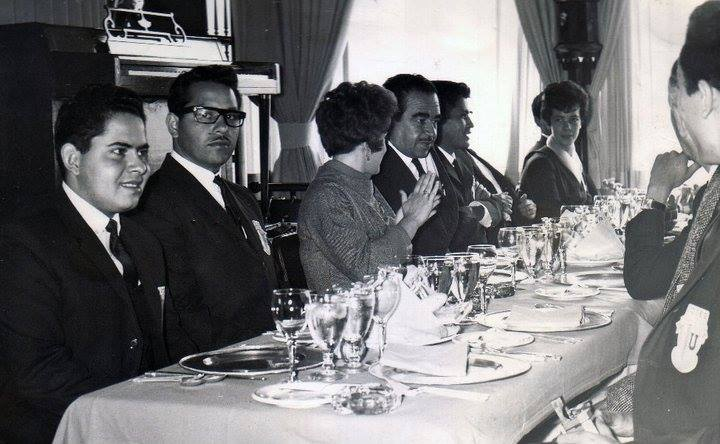
Presidente Mexicano Gustavo Díaz Ordaz invita a una comitiva hondureña integrada por su Presidente Oswaldo López Arellano y miembros del grupo musical Voces Universitarias de Honduras.

Los grandes hacendados controlaban la mayor parte de la tierra cultivable en El Salvador desde los años 1920 puesto que los sucesivos gobiernos salvadoreños habían rechazado todo proyecto de distribución de tierras a campesinos pobres. Esto llevó a la emigración constante de campesinos salvadoreños a regiones de Honduras cercanas a la frontera con El Salvador, cuya extensión territorial era equivalente al 20 % del territorio hondureño, pero cuya población era más numerosa que la de Honduras en 1969: 3 600 000 salvadoreños y 2 600 000 hondureños. La sobrepoblación de El Salvador halló una válvula de escape en la emigración de campesinos salvadoreños a Honduras, país con menos población y con demanda de mano de obra no cualificada, al punto que hacia 1969 había casi 300 000 jornaleros salvadoreños viviendo en Honduras, donde formaban casi el 20 % de los peones rurales de dicho país; muchos jornaleros aprovecharon también para comprar u ocupar tierras y propiedades mayormente cerca de la frontera. Esto permitía a las élites de El Salvador reducir la alta densidad demográfica de su país sin sacrificar sus intereses financieros, evitando todo posible «reparto de tierras».
En 1969 la situación cambió en Honduras. Los grandes terratenientes hondureños también experimentaron la presión social de tener grandes masas de jornaleros sin tierras que podían ser fuente de revueltas contra el gobierno. Para paliar el descontento de los campesinos pobres de Honduras, el presidente Oswaldo López Arellano decidió realizar una reforma agraria sin afectar a los grandes propietarios de tierras (entre los que se contaba la empresa estadounidense United Fruit Company, dueña del 10 % de la tierra cultivable de Honduras). La solución del gobierno hondureño junto al descontento de la elite empresarial hondureña que tenía una desventaja en el Mercado Común Centroamericano, consistió en generarle un problema a El Salvador al expropiarle tierras a los campesinos salvadoreños que habían vivido en Honduras durante varias generaciones y que se habían hecho propietarios a base de esfuerzo propio, además de expulsar a los jornaleros salvadoreños residentes en Honduras. Esto generó una persecución de salvadoreños en Honduras por el escuadrón clandestino «La Mancha Brava», surgido en los meses previos a la guerra. Esta formación paramilitar asesinó y detuvo a una gran cantidad de salvadoreños en la zona fronteriza, lo que produjo un «regreso» masivo a El Salvador y agudizó la situación entre los dos países.
| Población de los Países de Iberoamérica al comenzar la Guerra del Fútbol | Población de los Países de Iberoamérica al comenzar la Guerra del Fútbol | Población de los Países de Iberoamérica al comenzar la Guerra del Fútbol |
| N.º                                                                      | Países                                                                   | Habitantes en 1969                                                       |
| ------------------------------------------------------------------------ | ------------------------------------------------------------------------ | ------------------------------------------------------------------------ |
| 1°                                                                       | Brasil                                                                   | 93 045 719                                                               |
| 2°                                                                       | México                                                                   | 49 233 144                                                               |
| 3°                                                                       | España                                                                   | 33 496 890                                                               |
|                                                                          |                                                                          |                                                                          |
| 4°                                                                       | Argentina                                                                | 23 508 675                                                               |
| 5°                                                                       | Colombia                                                                 | 20 291 890                                                               |
| 6°                                                                       | Perú                                                                     | 13 166 701                                                               |
| 7°                                                                       | Venezuela                                                                | 11 040 238                                                               |
|                                                                          |                                                                          |                                                                          |
| 8°                                                                       | Chile                                                                    | 9 680 240                                                                |
| 9°                                                                       | Portugal                                                                 | 8 754 189                                                                |
| 10°                                                                      | Cuba                                                                     | 8 666 590                                                                |
| 11°                                                                      | Ecuador                                                                  | 5 975 183                                                                |
| 12°                                                                      | Guatemala                                                                | 5 257 040                                                                |
|                                                                          |                                                                          |                                                                          |
| 13°                                                                      | Haití                                                                    | 4 549 294                                                                |
| 14°                                                                      | Bolivia                                                                  | 4 488 191                                                                |
| 15°                                                                      | República Dominicana                                                     | 4 276 987                                                                |
| 16°                                                                      | El Salvador                                                              | 3 576 442                                                                |
|                                                                          |                                                                          |                                                                          |
| 17°                                                                      | Uruguay                                                                  | 2 773 935                                                                |
| 18°                                                                      | Honduras                                                                 | 2 670 241                                                                |
| 19°                                                                      | Nicaragua                                                                | 2 348 356                                                                |
| 20°                                                                      | Paraguay                                                                 | 2 334 950                                                                |
|                                                                          |                                                                          |                                                                          |
| 21°                                                                      | Costa Rica                                                               | 1 789 238                                                                |
| 22°                                                                      | Panamá                                                                   | 1 470 838                                                                |
| Fuente: Our World in Data (Año 1969)                                     |                                                                          |                                                                          |

Los gobiernos aprovecharon esta escalada de tensión para orientar la atención de sus poblaciones al exterior, en vez de enfocarse en los conflictos políticos internos de ambos países. Los medios de comunicación alentaron el odio entre hondureños y salvadoreños. Los conservadores en el poder en El Salvador temían que la expulsión de salvadoreños de Honduras causase tensiones sociales: más campesinos implicarían más presiones socioeconómicas en El Salvador, cosa que ocurrió. Debido a la pasividad del gobierno hondureño ante el genocidio que cometía «La Mancha Brava» sobre los salvadoreños en Honduras, las autoridades de El Salvador decidieron intervenir militarmente en Honduras.

## Rearme salvadoreño
Dos años antes de la guerra en 1967, cuando la guerra era más que inminente, el general José Alberto Medrano (jefe de la Guardia Nacional y héroe de la guerra) le advirtió al presidente Fidel Sánchez Hernández que con el armamento que en ese entonces poseía la Fuerza Armada, dejaba a El Salvador en desventaja, lo cual complicaría ganar la guerra, por lo que se decidió el rearme. Debido a que la guerra era más que inminente, Estados Unidos impuso un embargo militar a ambos países; ante esta situación el gobierno decidió comprar armas a países europeos con el apoyo de la elite empresarial salvadoreña. Esta compra de armamento estaba conformada por fusiles G3 y ametralladoras HK21 de Alemania Occidental, obuses M56 de 105 mm y morteros de 120 mm M74 y UB M52 comprados a Yugoslavia, también fueron comprados en el mercado negro obuses M101 de 105 mm y morteros M29 de 81 mm, también fueron comprados variantes civiles de los aviones P-51 Cavalier Mustang (estos aviones eran una versión mejorada de los P-51 Mustang originales). El presidente salvadoreño Fidel Sánchez conocía al presidente de Panamá Omar Torrijos porque este había estudiado en la Escuela Militar de El Salvador. El presidente salvadoreño pidió a Torrijos que facilitara el paso de armas por el canal de Panamá para que llegaran lo antes posible a El Salvador, debido a que Estados Unidos había negado el préstamo de dinero a dicho país. El gobierno salvadoreño decidió pagar las armas con oro puro. Una vez llegaron las armas a El Salvador fueron puestas en servicio, los aviones P-51 Cavalier Mustang fueron modificados por aerotécnicos de la Fuerza Aérea para poder servir como aviones militares. Estas modificaciones incluían la implementación de ametralladoras M2 Browning y la capacidad de lanzar cohetes. También fueron contratados mercenarios estadounidenses para entrenar a pilotos para el uso de estos aviones. Los fusiles G3 fueron entregados a la Guardia Nacional y las ametralladoras HK21 y los G3 restantes fueron entregados al ejército. Los G3 no eran suficientes para todo el ejército así que el resto iba armado con M1 Garand, fusiles checos y carabinas M1.

### Ruptura de relaciones diplomáticas
El gobierno de El Salvador anunció que los migrantes salvadoreños que vivían en Honduras fueron atacados el 15 de junio luego de la clasificación de su selección a la Copa Mundial de Fútbol "México 1970" y así mismo alertó que cerca de 12.000 migrantes en situación de riesgo ingresaron al territorio salvadoreño pero en situación de evacuación. Ante los constantes pedidos de la población salvadoreña que llamaban a romper las relaciones diplomáticas con Honduras, el gobierno salvadoreño declaró inicialmente un "estado de emergencia" el 23 de junio y convocó al personal de reserva.
Tres días después, en la noche del 26 de junio de 1969, el gobierno salvadoreño proclamó la ruptura oficial de relaciones diplomáticas con Honduras. Esta decisión fue tomada con el argumento de que el gobierno hondureño "estaba persiguiendo a los salvadoreños que vivían en ese país”.
En respuesta a esto, al día siguiente 27 de junio el gobierno de Honduras anunció que también cortaba relaciones diplomáticas con El Salvador además de que tomaría medidas de defensa.

## Primeros enfrentamientos

### Incidente aéreo del 3 de julio
Si bien la guerra como tal comenzó oficialmente el 14 de julio cabe mencionar que los primeros incidentes fronterizos que se suscitaron entre ambos países empezaron días antes. Dada la creciente tensión que se vivía en ese momento, ya era natural que tarde o temprano cualquier incidente que saliera a la luz pública se lo tomaría como una justificación para iniciar un conflicto militar armado e internacional.

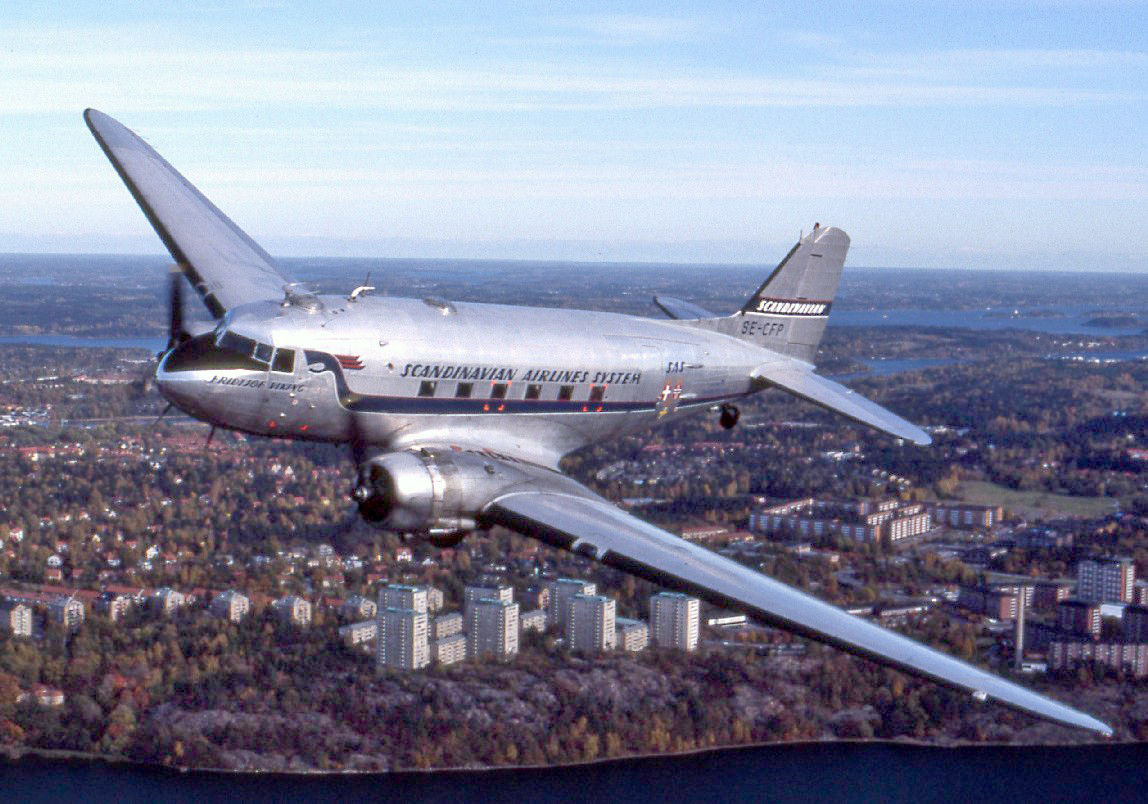
Un avión DC-3 similar a la aeronave hondureña que se encontraba volando el 3 de julio de 1969 cerca de la frontera y que fue atacado por la artillería antiaérea salvadoreña.

A las 11:45 de la mañana del 3 de julio de 1969, un avión de transporte hondureño Douglas DC-3 perteneciente a la aerolínea Servicio Aéreo de Honduras Sociedad Anónima (SAHSA) despegó desde el aeródromo de Nueva Ocotepeque, el cual es una población hondureña distante a solo apenas ocho kilómetros de la frontera con El Salvador. Si bien no se tiene evidencia ni prueba alguna de que dicha aeronave hubiera ingresado ilegalmente al espació aéreo salvadoreño, de lo que sí se tiene conocimiento es que ésta voló demasiado cerca de la frontera, lo que hizo que fuese atacada desde territorio salvadoreño por un fuego de artillería antiaérea proveniente de un pequeño puesto militar de observación salvadoreño que se encontraba en tierra y ubicado en la línea fronteriza de la localidad de El Poy. Aunque desde El Salvador se dio nomás por hecho que directamente el avión hondureño supuestamente había atacado desde el aire al puesto militar que resguardaba la frontera según un comunicado oficial emitido en aquel entonces por el propio Ministerio de Relaciones Exteriores de El Salvador.

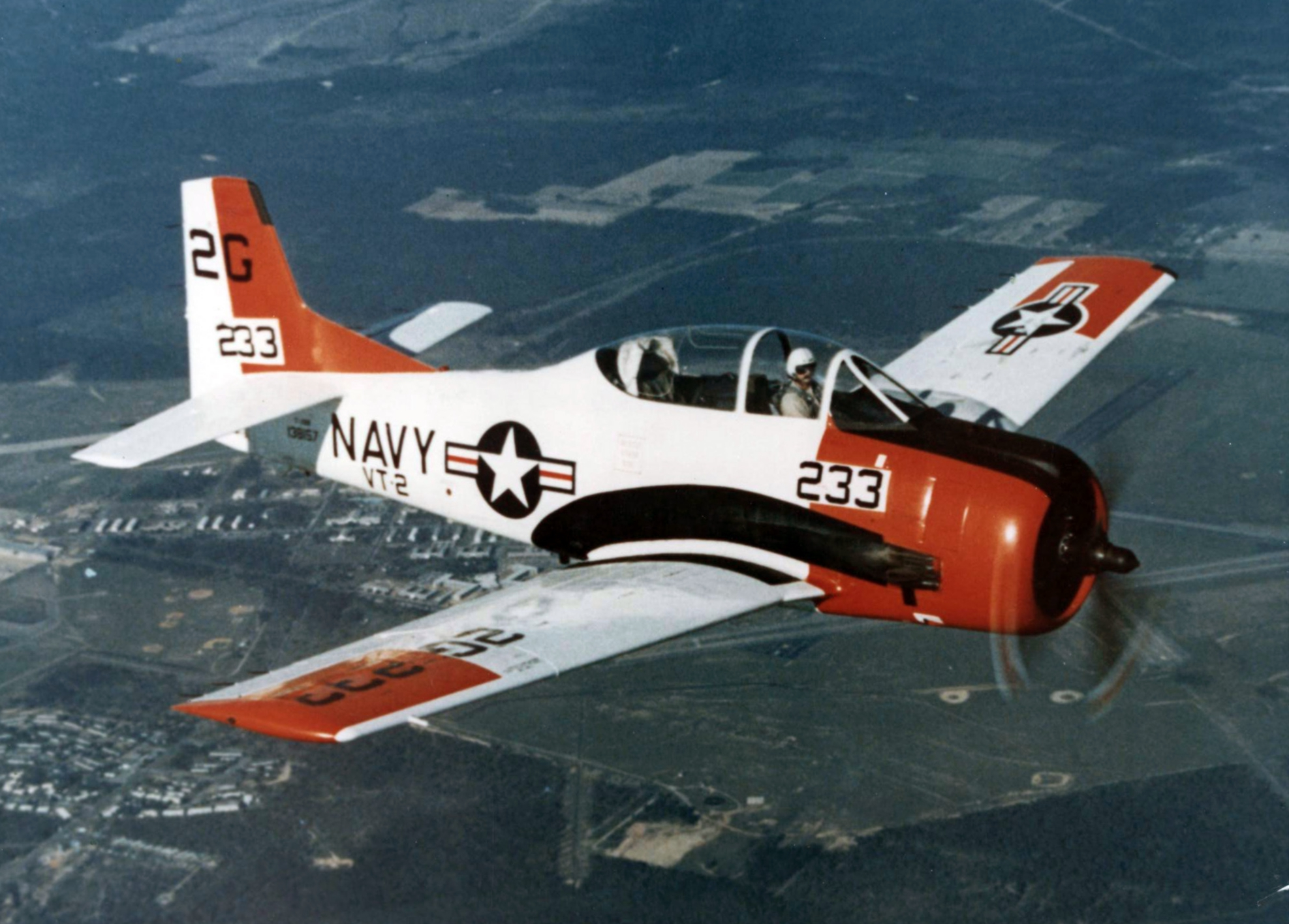
Un T-28 "Trojan" similar a los enviados por la Fuerza Aérea Hondureña el 3 de julio de 1969.

Los pilotos civiles del avión hondureño DC-3 lograron huir de la zona sin mayores daños y reportaron este incidente a la Fuerza Aérea Hondureña (FAH). Una vez apenas tomado conocimiento del ataque a la aeronave, la FAH decidió inicialmente enviar a aquel lugar unos dos aviones North American T-28 "Trojan", que si bien estaban destinadas solamente a entrenamiento militar de pilotos, también poseían cierta capacidad de combate y ataque ligero. Ambos aviones despegaron inmediatamente del aeropuerto de Tegucigalpa con rumbo a la zona de conflicto para verificar la situación. Cuando llegaron a la línea fronteriza entre El Salvador y Honduras, fueron también atacados desde tierra por el fuego antiaéreo salvadoreño sin embargo los pilotos hondureños de dichas aeronaves tomaron la decisión de retirarse nomás del lugar debido a que habían recibido órdenes superiores de no devolver el fuego en caso de un ataque desde tierra, para evitar de esa manera la escalada de un conflicto militar bélico entre ambos países.

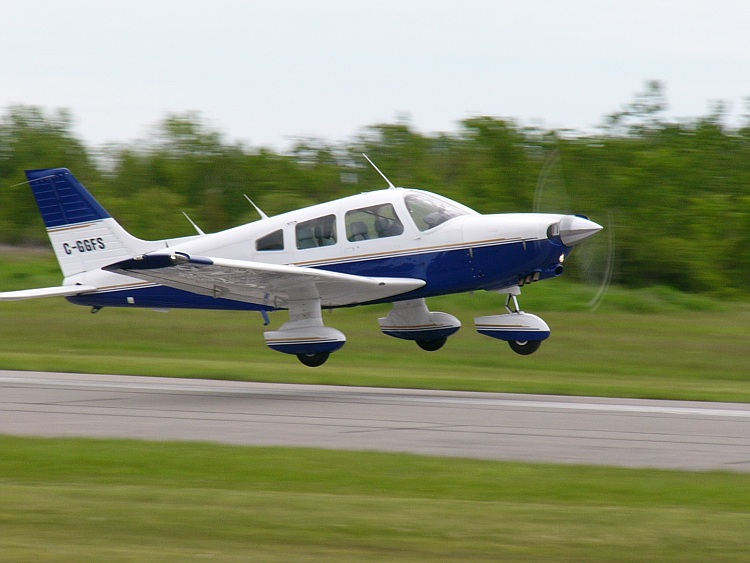
Un avión Piper PA-28 "Cherokee" similar al que envió El Salvador para reconocimiento del terreno hondureño.

Pocas horas después del primer incidente aéreo de la guerra y ese mismo día del 3 de julio, un avión salvadoreño Piper PA-28 "Cherokee" (con matrícula YS-234P) fue detectado violando el espacio aéreo de Honduras volando sobre los municipios hondureños de Gualcince y Candelaria en el Departamento de Lempira. Inmediatamente, dos aviones militares T-28 volvieron nuevamente a despegar desde Tegucigalpa y lograron interceptar a dicho avión intruso que había ingresado clandestinamente a Honduras y conminaron a dicha aeronave a que aterrizara en uno de los aeródromos más cercanos del lugar, pero el piloto salvadoreño se negó a aterrizar en suelo hondureño y en una hábil maniobra logró huir de sus captores regresando de esa manera a El Salvador.

### Otros incidentes terrestres
Además algunas unidades de los ejércitos de ambos países habían librado durante un corto periodo de tiempo de 20 minutos un enfrentamiento a tiros al otro lado de la frontera. El Ministerio de Relaciones Exteriores de El Salvador envió una carta a la Organización de los Estados Americanos (OEA) condenando las acciones de Honduras. Tras el enfrentamiento entre los dos países, la OEA convocó una junta directiva el 4 de julio para discutir acciones futuras.
El 9 de julio, el gobierno de Honduras anunció que el Ejército de El Salvador atacó un pueblo en el Departamento de Intibucá en Honduras y se enfrentó a la policía local. Doce casas particulares fueron incendiadas, pero no se encontraron víctimas. Este sería el segundo enfrentamiento entre los dos ejércitos después del 3 de julio.
El 12 de julio, una unidad militar del Ejército de El Salvador chocó con el Ejército de Honduras en el punto donde invadió el territorio de Honduras por 10 km. En un tiroteo, 14 soldados salvadoreños murieron en dicha acción.
Temprano en la mañana del 13 de julio, el gobierno de El Salvador anunció que las dos tropas se enfrentaron en una batalla de tres horas en El Poy, cerca de la frontera. El gobierno de Honduras anunció que la batalla hirió a civiles. La Junta de la OEA decidió enviar fuerzas de paz compuesta por siete países, entre ellos (Argentina, Ecuador, Costa Rica, Dominica, Nicaragua, Guatemala y Estados Unidos) para evitar un conflicto militar a gran escala entre los dos países. En tanto, el canciller de Honduras, Fidel Durón, condenó en la junta las acciones de El Salvador, pero El Salvador señalaba que la condena era una cortina de humo para camuflar la expulsión masiva de los salvadoreños.

## Desarrollo del conflicto

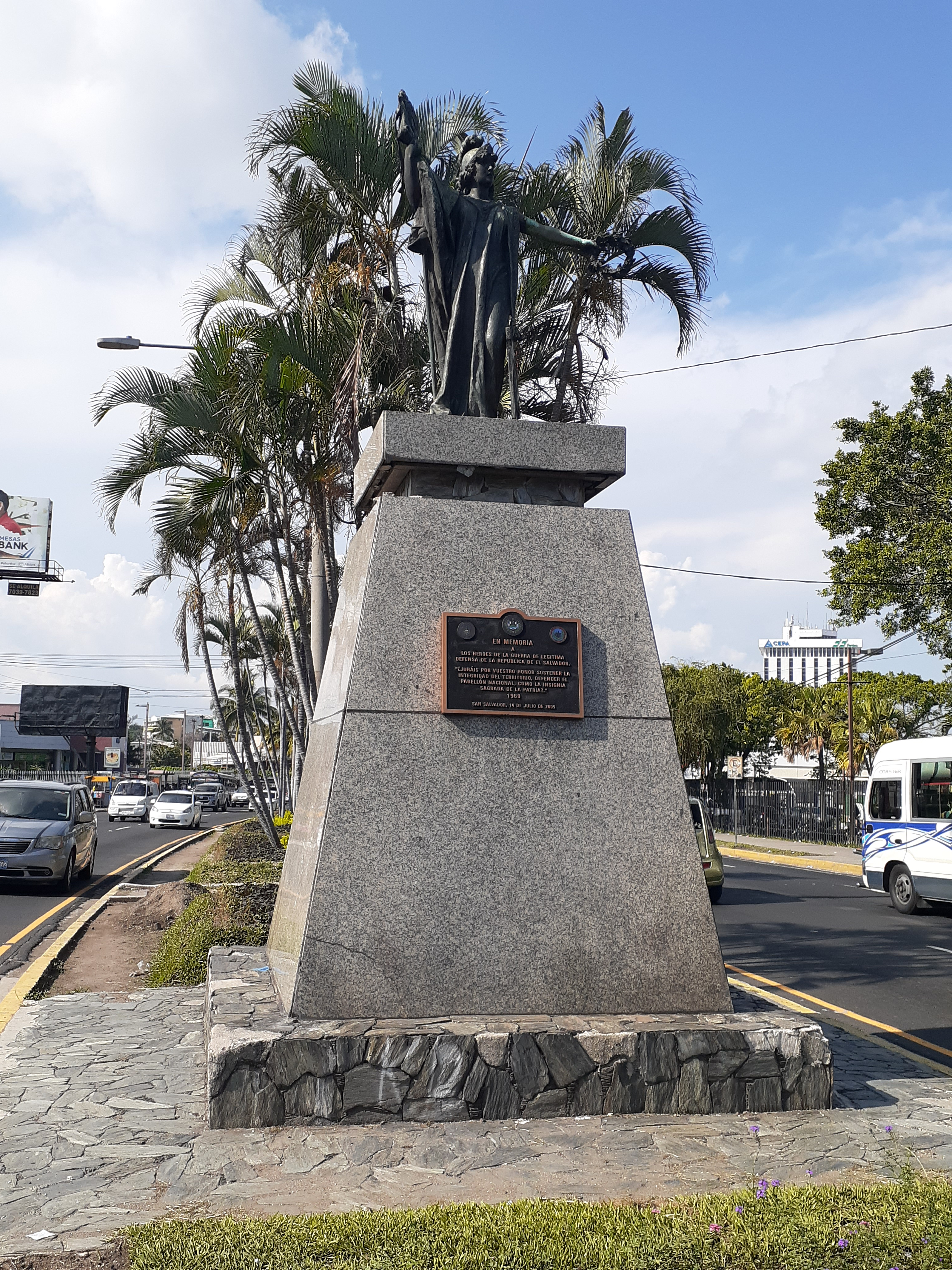
El bulevar de Los Héroes Su nombre conmemora a las tropas salvadoreñas que regresaron de la guerra de 1969 entre El Salvador y Honduras.

El 10 de julio volvió a reunirse el Consejo de la OEA. Al discutirse el asunto, se llegó al acuerdo, una vez más, de no tomar acciones de nivel superior para permitir a la comisión mediadora culminara sus actividades en tal sentido. La disposición se tomó, igualmente, con el acuerdo del delegado hondureño, lo que hacía más grave el error antes dicho, pues a esa altura ya era más que evidente el fracaso de los mediadores. Así lo confirmaron los hechos ocurridos el 13 de julio, cuando las tropas salvadoreñas atacaron con fuego de morteros el resguardo de El Poy y dispararon contra la población civil de la zona. Ante tales sucesos, Honduras solicitó la reunión inmediata del Consejo de la OEA, misma que se llevó a cabo el día 14. Es hasta esta oportunidad que Honduras declaró fallidos los esfuerzos de la comisión mediadora y exigió que se reuniera “de inmediato el Órgano de Consulta, dada la extrema urgencia de tomar medidas efectivas ante la inminencia de un conflicto bélico de gran escala que puede producirse entre ambos países” 
El consejo decidió convocar el Órgano de Consulta para “una fecha que oportunamente se fijaría”, asumiendo, por su parte, las funciones de aquél con carácter provisional. Pero mientras se discutía este asunto a las 8:00 p. m. del día 14, el representante de Honduras anunció que El Salvador había iniciado una agresión en gran escala contra Honduras. El ataque, ciertamente, se produjo a las 6:00 p. m. de ese día. Aviones salvadoreños bombardearon simultáneamente las ciudades de Tegucigalpa, Gracias, Nueva Ocotepeque, Santa Rosa, Juticalpa, Amapala, Choluteca, Catacamas, Nacaome y Guaymaca. Al mismo tiempo, unidades de infantería invadieron el territorio hondureño por siete puntos fronterizos: Nueva Ocotepeque, Valladolid, Mapulaca, Sabanetas, Aramecina, Langue y El Amatillo. El ataque los días 15 y 16, y como no encontraron mucha resistencia, ya que Honduras se basaba más en las negociaciones políticas que en su defensa, los rebeldes tomaron una línea de 10 kilómetros de ancho y largo desde la ciudad durante 48 horas.

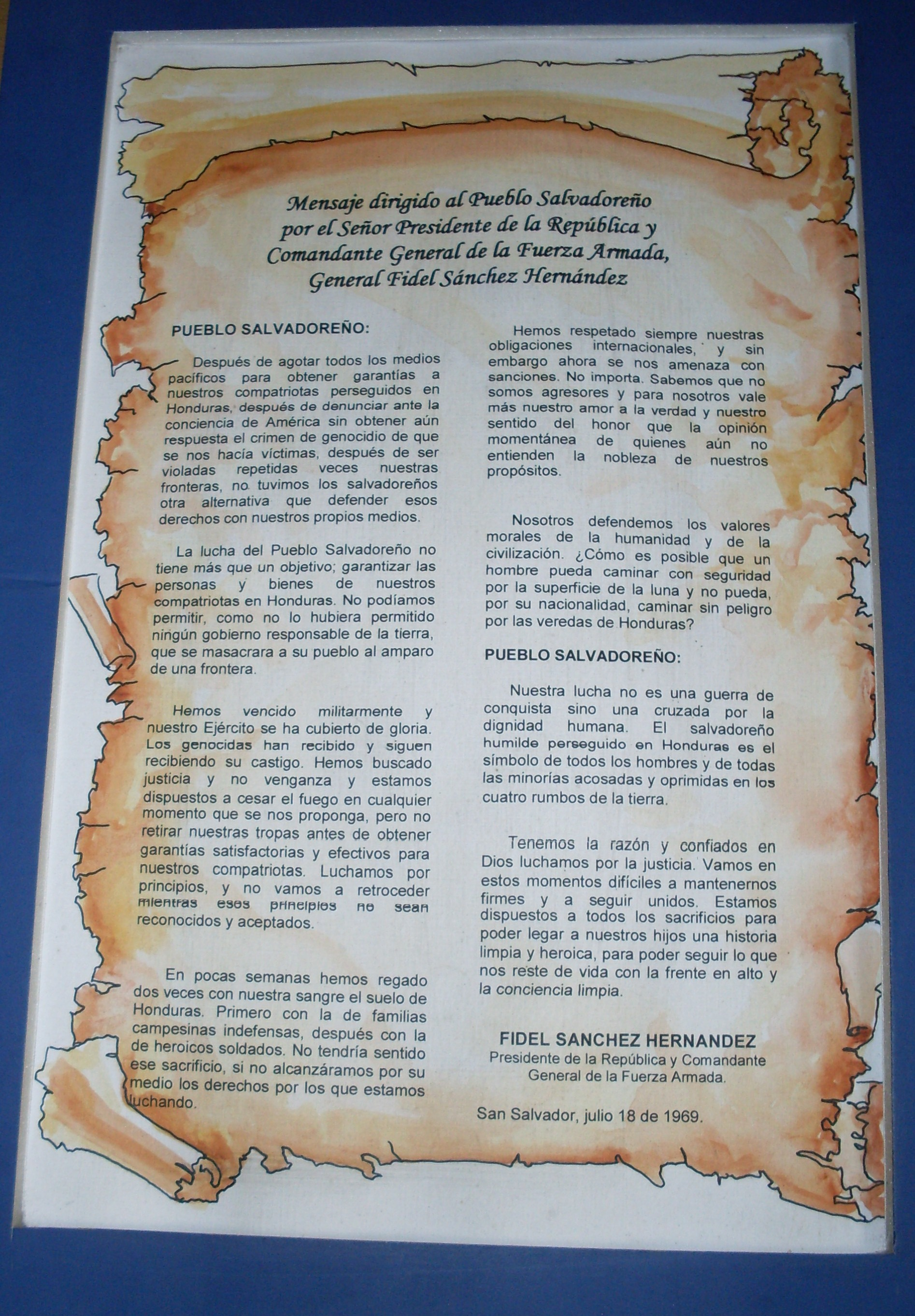
Declaración del presidente salvadoreño Fidel Sánchez Hernández respecto a la guerra.

El Consejo de la OEA, reunido el 15 de julio, resolvió demandar el cese del fuego a ambas partes y el retorno al statu quo ante bellum, es decir, volver a la situación anterior al conflicto. El punto número uno de la resolución correspondiente, dice: “de conformidad con el Artículo 7 del Tratado Interamericano de Asistencia Recíproca, instar a los Gobiernos de El Salvador y Honduras a suspender las hostilidades, restablecer las cosas al estado en que se hallaban con anterioridad al conflicto armado y tomar las medidas necesarias para restablecer y mantener la paz y la seguridad interamericanas y para la solución del conflicto por medios pacíficos”. Honduras aceptó este punto de vista ante una delegación del Comité de los Siete que visitó Tegucigalpa el mismo día 15. Sin embargo, El Salvador sostuvo que el cese del fuego y el retiro de las tropas a su situación anterior eran dos cosas muy distintas y que, si bien aceptaba lo primero sin condiciones, lo segundo debería quedar sujeto a negociación. El día 17 se precisó la actitud salvadoreña cuando dicho gobierno expresó o siguiente: “aceptar el cese del fuego, siempre que la Comisión de la OEA pueda establecer los mecanismos que garanticen la seguridad de los salvadoreños que se encuentran en territorio de Honduras”.
El Consejo de la OEA, reunido el día 18 de julio, acordó el cese del fuego a partir de las 10:00 p. m. de esa fecha, así como el repliegue inmediato de las tropas, “de manera que estas operaciones se terminen dentro de un plazo de 96 horas, contadas a partir de las 22 horas del día 18 de julio de 1969, hora local centroamericana”. Aunque el cese del fuego se aplicó, El Salvador no puso en práctica ninguna medida para retirar sus tropas y movilizó paracaidistas el día 21, de modo que, al llegar las 10:00 p. m. del día 22, las mismas aún se encontraban en los territorios ocupados. El objetivo salvadoreño para asumir tal actitud era “obtener garantías efectivas, a satisfacción de El Salvador, sobre la vida y derechos de los salvadoreños residentes en Honduras, en igualdad con los nacionales hondureños”.
Luego, el 26 de julio se efectuó en Washington la decimotercera reunión del Órgano de Consulta de la OEA. Durante la misma, El Salvador presentó la solicitud de que se aplicarán sanciones a Honduras por el supuesto delito de genocidio y que, conforme a los artículos 7 y 8 del Tratado de Río, todos los Estados miembros rompieran relaciones diplomáticas con Honduras. La reacción de los ministros de Relaciones Exteriores de los Estados miembros de la OEA su reacia a esta solicitud, y se presentó una resolución declarando “agresor” al Estado salvadoreño, con las consiguientes medidas de castigo. El gobierno de El Salvador aceptó una resolución “moderada”, es decir, sin represalias para ninguna de las partes, sobre la base de retirar las tropas de territorio hondureño. Esta operación comenzó a efectuarse el 1 de agosto, mediante el procedimiento de entregar a la OEA las poblaciones ocupadas para que dicho organismo las depositara, a su vez, en manos del gobierno hondureño.
Fue la última confrontación de la historia donde combatieron aeronaves de pistón y hélice. Ambos bandos tenían en servicio material de origen estadounidense que había servido al final de la Segunda Guerra Mundial. Se enfrentaron dos de las mejores aeronaves de este tipo jamás construidas: por un lado, los F4U Corsair de la Fuerza Aérea Hondureña, y por el otro, los P-51 Mustang de la Fuerza Aérea Salvadoreña.[cita requerida] Ambos bandos utilizaron sus aviones C-47 Skytrain como bombarderos improvisados, cuando la Fuerza Aérea Salvadoreña bombardeó el Aeropuerto Internacional Toncontín en Honduras y cuando Honduras bombardeó el Aeropuerto de Ilopango en El Salvador.
El mayor Fernando Soto Henríquez, al mando de su Chance Vought F4U Corsair con registro FAH-609 de la Fuerza Aérea de Honduras, anotó tres derribos en combate: un Cavalier P-51D Mustang y dos Goodyear FG-1D Corsair S de la Fuerza Aérea Salvadoreña el 17 de julio de 1969, logrados así, el de un P-51 por la mañana y dos FG-1 por la tarde. Con esto se convirtió en el único piloto latinoamericano en obtener tres victorias en un conflicto bélico en suelo continental americano. Esto le supuso varios reconocimientos a nivel mundial y fue invitado de honor al «Eagles Gathering».
Al final de la guerra, los ejércitos de ambos países encontraron un pretexto para rearmarse y el Mercado Común Centroamericano quedó en ruinas.
Las dos naciones firmaron el Tratado General de Paz en Lima (Perú) el 30 de octubre de 1980, por el cual la disputa fronteriza se resolvería en la Corte Internacional de Justicia: ello dio paso a la solución negociada del litigio fronterizo por el control de unos 450 kilómetros cuadrados, conocido como Los Bolsones, los cuales pasaron a formar parte del territorio hondureño, en detrimento del territorio salvadoreño.

## El fútbol

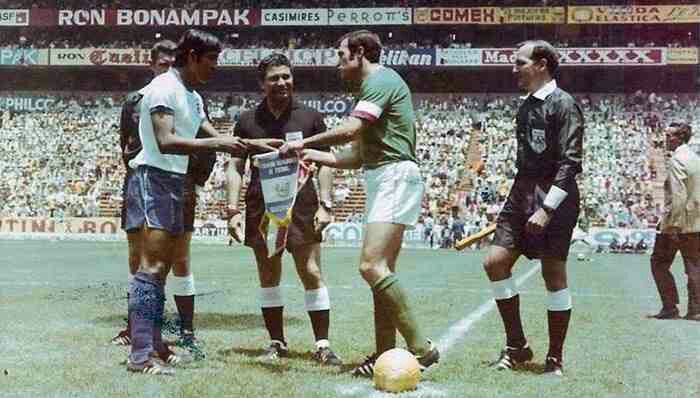
Un fotografia de capitán salvadoreño Salvador Mariona con capitán mexicano Gustavo Peña en la Copa Mundial 1970

Estos son los resultados de los partidos de fútbol entre ambas selecciones:
- En Tegucigalpa el 8 de junio de 1969: Honduras 1-0 (0-0) El Salvador.
- En San Salvador el 15 de junio de 1969: El Salvador 3-0 (3-0) Honduras.
- El encuentro de desempate tuvo lugar en la Ciudad de México el 27 de junio de 1969: El Salvador 3-2 (1-2, 2-2) Honduras.
- En estas eliminatorias El Salvador consiguió su primera clasificación a una competición mundialista en México 1970.

## Consecuencias
- La muerte de entre 4000 y 6000 civiles, y más de 15 000 heridos, dependiendo de la fuente.[4]
- Entre 60 000 y 130 000 de los 300 000 salvadoreños indocumentados que vivían en Honduras fueron forzados a regresar a su país.[4]
- El fin del esfuerzo de integración regional conocido como Mercado Común Centroamericano (MCCA).
- El refuerzo del papel político de los militares en ambos países. En El Salvador, en las elecciones legislativas que siguieron, la mayoría de los candidatos del Partido de Conciliación Nacional (PCN) de El Salvador, en esa fecha en el gobierno, salidos del Ejército, hicieron una enorme apología de su papel en el conflicto y, por consiguiente, resultaron victoriosos en las elecciones de diputados y alcaldes.
- El agravamiento de la situación social en El Salvador, producto de las deportaciones desde Honduras, ya que el gobierno tuvo que facilitar a estas personas la reinserción económica, lo que no logró satisfacer (sigue siendo la zona más pobre de El Salvador). Aumentó la presión social que derivó en la posterior guerra civil salvadoreña.